# Pantera (cacciatorpediniere)
Il Pantera è stato una nave esploratore e poi un cacciatorpediniere della Regia Marina.

## Storia
Nel 1925 partecipò ad una crociera nelle acque del Nord Europa.
Prese poi parte ad un'altra crociera in Egeo e ad una terza in Spagna, nel 1928.
Successivamente operò nel bacino occidentale del Mediterraneo e lungo le coste italiane.
Nel 1931 fu sottoposto ad un primo periodo di lavori di rimodernamento che previdero l'imbarco di una centrale di tiro, la sostituzione dei 6 tubi lanciasiluri da 450 mm con 4 da 533 e quella dei due pezzi da 76/40 Mod. 1916 R.M. con 2 mitragliere da 40 mm.
Nel 1935 fu inviato, al comando del capitano di fregata Giovanni Marabotto, in Africa Orientale Italiana, in appoggio alle operazioni italiane in Etiopia.
Nel 1936, in previsione del suo definitivo trasferimento in Mar Rosso al comando del capitano di vascello Aimone di Savoia-Aosta (1900-1948), subì lavori di modifica quali la climatizzazione degli interni, l'installazione di apparati per impedire il surriscaldamento dei depositi munizioni, l'eliminazione di un complesso binato da 120 e l'installazione di 4 mitragliere Breda Mod. 31 da 13,2 mm.
Nel 1938 venne declassato a cacciatorpediniere.
Alla data dell'ingresso dell'Italia nella seconda guerra mondiale apparteneva alla V Squadriglia Cacciatorpediniere con base a Massaua, insieme ai gemelli Leone e Tigre. Comandante della nave era il capitano di fregata Paolo Aloisi.
Nella mattinata del 27 giugno 1940 salpò da Massaua insieme al gemello Leone ed alla vecchia torpediniera Acerbi per soccorrere il sommergibile Perla, che si era incagliato in seguito ad esalazioni di cloruro di metile che avevano intossicato gran parte dell'equipaggio; tuttavia la formazione (privata del Leone, rientrato per avarie) dovette invertire la rotta quando fu avvisata che una forza navale nemica di maggiori dimensioni – incrociatore leggero Leander e cacciatorpediniere Kandahar e Kingston – era uscita in mare per attaccare il Perla.

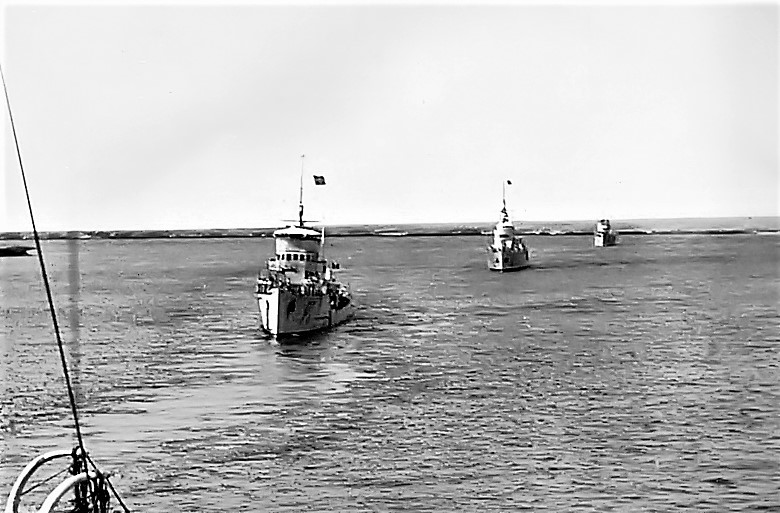
Il Pantera (primo a sinistra) entra a Massaua alla testa della V Squadriglia.

Nella notte tra il 28 ed il 29 agosto 1940 fu inviato alla ricerca di navi nemiche insieme al Tigre, ma senza risultati.
Il 19 settembre lasciò Massaua insieme al Leone ed ai più piccoli Battisti e Manin per attaccare il convoglio «BN 5» (23 mercantili scortati dall'incrociatore leggero HMNZS Leander e dagli sloop Auckland, Yarra e Parramatta), ma rientrò in porto il 21, senza averlo individuato.
Il 21 ottobre 1940, nel corso di un'altra missione di intercettazione del traffico nemico, attaccò, alle 2.19 di notte, insieme al capoclasse Leone ed ai più piccoli cacciatorpediniere Nullo, Battisti e Manin, il convoglio britannico «BN 7», composto da 32 mercantili con la scorta dell'incrociatore leggero HMNZS Leander, del cacciatorpediniere HMS Kimberley e degli sloops Yarra (australiano), Auckland (britannico) e Indus (indiano). Il combattimento divenne sfavorevole alle navi italiane, che dovettero rinunciare all'attacco e ripiegare coprendosi la ritirata con una cortina fumogena, mentre il Nullo, rimasto isolato e rallentato da un'avaria al timone, fu affondato dopo un violento scontro con il Kimberley.
Nella notte tra il 2 ed il 3 febbraio 1941 attaccò infruttuosamente, unitamente a Leone e Tigre, un convoglio britannico. 
Si fece poi evidente l'ormai imminente caduta dell'Africa Orientale Italiana. In vista della resa di Massaua, fu organizzato un piano di evacuazione delle unità dotate di grande autonomia (mandate in Francia od in Giappone) e di distruzione delle restanti navi. I 6 cacciatorpediniere che formavano le squadriglie III (Battisti, Sauro, Manin) e V (Tigre, Leone, Pantera) non avevano autonomia sufficiente a raggiungere un porto amico, quindi si decise il loro impiego in una missione suicida: un attacco con obiettivi Suez (Tigre, Leone, Pantera) e Porto Said (Sauro, Manin, Battisti). Se non fossero state in grado di proseguire, le unità non sarebbero rientrate a Massaua (dove peraltro non avrebbero avuto altra sorte che la cattura o l'autoaffondamento, in quanto la piazzaforte cadde l'8 aprile 1941), ma si sarebbero invece autoaffondate.
La V Squadriglia partì per la sua missione il 31 marzo. Durante la notte tra il 31 marzo ed il 1º aprile, tuttavia, il Leone andò ad incagliarsi su di una scogliera madreporica sommersa, con gravi danni ed un incendio a bordo. L'equipaggio dovette abbandonare la nave dopo aver avviato le manovre di autoaffondamento; il Pantera provvide al recupero degli uomini dell'unità gemella ed all'accelerazione dell'affondamento mediante il tiro dei suoi cannoni. La missione fu quindi riorganizzata perché era venuta a mancare una prevista azione diversiva della Luftwaffe contro Suez: tutte le unità avrebbero attaccato Porto Said.
Il 2 aprile 1941, alle due del pomeriggio, i cinque cacciatorpediniere lasciarono definitivamente Massaua. A bordo del Pantera erano imbarcati il comandante della V Squadriglia, capitano di vascello Andrea Gasparini, e l'ex comandante del Leone, capitano di fregata Uguccione Scroffa, mentre non era a bordo il comandante titolare del Pantera, capitano di fregata Aloisi, sbarcato nel frattempo (Aloisi fu poi tra gli organizzatori della guerriglia italiana in Africa Orientale). 
Il Battisti dovette autoaffondarsi per un'avaria ai motori, mentre il resto della formazione proseguì sebbene avvistato da ricognitori: all'alba del 3 aprile, giunte ad appena una trentina di miglia da Porto Said, dopo una navigazione di 270 miglia, le quattro navi furono massicciamente attaccate da circa 70 bombardieri Bristol Blenheim ed aerosiluranti Fairey Swordfish che arrivarono ad ondate. Rotta la formazione, i cacciatorpediniere proseguirono navigando a zig zag ed aprendo il fuoco con le armi contraeree, ma intorno tutte le unità furono colpite e danneggiate. Mentre Sauro e Manin proseguivano verso Porto Said (vennero poi entrambi affondati), Tigre e Pantera ripiegarono e, attaccati anche da un gruppo di cacciatorpediniere inviato contro di loro, diressero verso est, per raggiungere le coste coste arabe saudite, ove autoaffondarsi. 
Nella notte tra il 3 ed il 4 aprile Tigre e Pantera, portatisi al largo di Someina (una quindicina di miglia a meridione di Gedda), sulle coste dello Yemen, furono abbandonati dagli equipaggi che avevano frattanto avviato le manovre di autoaffondamento. Sulle due navi agonizzanti continuarono ad accanirsi gli attacchi degli aerei ed anche il cacciatorpediniere britannico Kingston, giunto frattanto sul posto, che cannoneggiò le navi ormai deserte per accelerarne l'affondamento, centrando anche il Pantera con un siluro. Gli alberi del Pantera, dopo l'affondamento, rimasero affioranti dalla superficie.
Gli equipaggi delle due navi, una volta scesi a terra, furono internati a Gedda (Arabia Saudita).